# モーレーシュヴァル・ピンガレー
モーレーシュヴァル・ピンガレー（マラーティー語：मोरेश्वर पिंगळे, Moreshvar Pingale, 生年不詳 - 1689年3月11日）

## 生涯
1683年、父モーロー・パント・トリンバク・ピンガレーが死亡したので、引き継いで宰相となった。
1689年2月、モーレーシュヴァル・ピンガレーはマラーター王サンバージーとともにムガル帝国軍にサンガメーシュワルで捕えられたのち、3月11日 に王とともにトゥラープルで処刑され、その肉は犬の餌にされた。